# Unités militaires du Gouvernement Confédéré durant la guerre de Sécession
 (juillet 2021).
Les Unités militaires du Gouvernement Confédéré durant la guerre de Sécession correspondent aux formations militaires directement levées sous les auspices du gouvernement confédéré et non par un des États confédéré.

## Historique
Durant la guerre de Sécession, l'armée confédérée était surtout composée d'unités militaires levées par les différents États de la confédération sudiste. Toutefois, un certain nombre d'unités ont été levées directement par le gouvernement confédéré central ou par d'autres organisations ne relevant pas directement d'un État. En voici la liste.

## Infanterie
- 1er régiment d'infanterie confédérée (1er régiment confédéré, volontaires de Géorgie)[2]
- 2e régiment d'infanterie confédérée[2]
- 3e régiment d'infanterie confédérée (le 18e régiment d'infanterie de l'Arkansas de Marmaduke, et des unités supplémentaires du Tennessee)[2]
- 4e régiment d'infanterie confédérée (1er régiment, Alabama, Tennessee et Mississippi Infantry)[2]
- 9e régiment d'infanterie confédérée (5e d'infanterie confédérée ; 5e régiment confédéré, Tennessee Infantry)[2]
- 23e régiment d'infanterie confédérée (volontaires de l'Alabama)
- Régiment d'infanterie consolidé de Bailey[2]
- Régiment confédéré de Tucker (également connu sous le nom de « 1er bataillon étranger » ; « 1ère légion étrangère » : anciens prisonniers de guerre de l'Union )[3]
- 1er bataillon d'infanterie confédérée (Forney's Regiment)[2]
- 8e bataillon confédéré (également connu sous le nom de « 2e bataillon étranger » ; « 2e légion étrangère » : anciens prisonniers de guerre de l'Union)[2]
- Brooks' Battalion, Confederate Regular Infantry (également connu sous le nom de "Brooks Foreign Battalion": anciens prisonniers de guerre de l'Union)[2]
- Compagnie Haskall, Infanterie[3]

## Cavalerie
- 1er régiment de cavalerie confédérée[1]
- 1ère régiment de cavalerie régulière confédérée[1]
- 3e régiment de cavalerie confédérée[1]
- 7e régiment de cavalerie confédérée (Claiborne's Regiment, Partisan Rangers; 7th Regiment, Confederate Partisan Rangers)[1]
- 8e (Dearing's) cavalerie confédérée[1]
- 8e (Wade) de cavalerie confédérée (2e régiment, Cavalerie du Mississippi et d'Alabama)[1],[4]
- 10e régiment de cavalerie confédérée[1]
- 14e régiment de cavalerie confédérée[1]
- 15e régiment de cavalerie confédérée (1er régiment, cavalerie d'Albama et de Floride)[1]
- 16e régiment de cavalerie confédérée (12th Régiment de cavalerie du Mississippi, Armistead's Cavalry, Spence's Cavalry)
- 20e régiment de cavalerie confédérée (régiment de Lay, cavalerie confédérée)[1]
- Régiment de Powers, cavalerie Confédérée[1]
- Wood's Regiment, cavalerie confédérée[1]
- 1er bataillon, cavalerie confédérée trans-Mississippi (1er bataillon, cavalerie de l'Arkansas et de la Louisiane)[1]
- 6e bataillon de cavalerie confédérée[1]
- 7e bataillon de cavalerie confédérée (bataillon de Prentice, cavalerie confédérée)[1]
- Bataillon de Baxter, cavalerie confédérée[1]
- Bataillon de Cutshaw, artillerie confédérée[1]
- Bataillon de Clarkson, cavalerie confédérée, rangers indépendants[1]
- Bataillon de Murchison, cavalerie
- Compagnie de Raum, cavalerie confédérée (Warren Dragoons)[1]

## Cavalerie indienne
- 1st Cherokee Mounted Rifles (1st Arkansas Cherokee Mounted Rifles)[3],[5]
- 1er Cherokee Mounted Volunteers (Watie's Regiment, Cherokee Mounted Volunteers ; 2e Régiment, Cherokee Mounted Rifles, Arkansas ; 1er Régiment, Cherokee Mounted Rifles ou Riflemen)[3],[5]
- Régiment Cherokee (Service spécial)[3]
- 1er escadron, Cherokee Mounted Volunteers (Holt's Squadron, Cherokee Mounted Volunteers)[3]
- 2e Cherokee Mounted Volunteers (2e Régiment Cherokee Mounted Rifles ou Riflemen)[3]
- 1st Chickasaw Infantry (régiment de Hunter, volontaires indiens)[3]
- Bataillon Chickasaw de Shecoe, Volontaires à cheval[3]
- 1er Choctaw et Chickasaw Mpunted Rifles[3]
- 1er Choctaw Mounted Rifles[3]
- Régiment de Deneale, Choctaw Warriors (Volontaires confédérés de Deneale)[3]
- Compagnie Wilkins (capitaine), infanterie Choctaw[3]
- 1st Creek Mounted Volunteers (1st Regiment, Creek Mounted Rifles ou Riflemen; Creek Regiment, Mounted Indian Volunteers; 2nd Regiment, Arkansas Creeks)[3]
- 2e Volontaires Montés de Creek[3]
- 1er Bataillon Osage, CSA[3]
- 1er Volontaires Montés Séminoles[3]
- Washington's Squadron of Indians, CSA (Reserve Squadron of Cavalry)[3]

## Artillerie
- Bataillon de Braxton, artillerie confédérée (bataillon C, 2e corps, armée de Virginie du Nord)[1]
- Bataillon de Cunningham, artillerie confédérée[2]
- Bataillon de Courtney, artillerie confédérée[1]
- Bataillon d'Haskell, artillerie confédérée[1]
- Bataillon de Huger, artillerie confédérée[1]
- Bataillon de Lewis, artillerie confédérée[1]
- Bataillon Martin, artillerie de réserve confédérée[2]
- Bataillon de McLaughlin, artillerie confédérée[2]
- Bataillon de McIntosh, artillerie confédérée (Bataillon C,Reserve Corps Artillery, Army of Northern Virginia), artillerie confédérée[2]
- Nelson's Battalion, artillerie confédérée (31st Battalion, Virginia Light Artillery; 3rd Battalion Reserve, Light Artillery)[2]
- Bataillon du Major R.C.M. Page, artillerie confédérée (bataillon d'artillerie de Carter, bataillon d'artillerie de Braxton)[2]
- Bataillon de Palmer, artillerie confédérée (bataillon d'artillerie de Robertson)[2]
- Bataillon de Poague, Artillerie[2]

### Artillerie légère
- 1re batterie régulière, artillerie légère confédérée (batterie Semmes, batterie Barnes)[1]
- Compagnie Davis, artillerie légère confédérée[1]
- Dent's Battery, artillerie légère confédérée[1]
- Bataillon de Richardson, artillerie légère confédérée (bataillon A. 1er corps d'artillerie, armée de Virginie du Nord)[2]
- Bataillon de Stark, artillerie légère confédérée (Bataillon B. 1er corps d'artillerie, armée de Virginie du Nord)[2]
- Cobb's Battery 1st Kentucky Light Artillery (1st Kentucky Orphans Brigade, Army of Tennessee)

### Artillerie lourde
- Bataillon De Gournay, artillerie lourde (12e bataillon, artillerie lourde de Louisiane)
- Bataillon de Montague, artillerie lourde confédérée (4e bataillon, artillerie lourde confédérée)[2]
- Bataillon du Major F.W. Smith, artillerie lourde confédérée[2]

### Artillerie à cheval
- Marshall's Company, artillerie confédérée (artillerie à cheval de Brown)[2]
- L'artillerie à cheval de Stuart[2]
- Batterie du capitaine White, artillerie à cheval[2]

## Ingénieur
- 1er régiment, troupes du génie confédéré[3]
- 2e régiment, troupes du génie confédéré[3]
- 3e régiment, troupes du génie confédéré[3]
- 4e régiment, troupes du génie confédéré[3]

## Divers
- Bandes, CSA[3]
- Bataillon de Bell, CSA
- Bataillon de Brush, CSA[2]
- Bataillon de Burrough, Partisan Rangers (Princess Anne Partisan Rangers)[1]
- Compagnie de Click, éclaireurs et gardes d'artillerie, CSA
- Infanterie confédérée
- Détachement d'artillerie du Lt Cunningham (Détachement d'artillerie de Cuyler)[2]
- Compagnie des guides de Davis, CSA
- Ingénieurs, CSA
- Bataillon échangé, CSA (Bataillon Trans-Mississippi; Bataillon de l'Ouest)[2]
- Régiment de Gillum (Henry Gillum's Regiment ; Gillum's Regiment, Mounted Infantry ; Gillum's Regiment, Mounted Riflemen)[3]
- École de pratique d'infanterie[3]
- Corps des Invalides
- Compagnie de Jackson, CSA
- Escorte de Lyon, Cavalerie de Forrest, CSA
- Compagnie de Madison, Mounted Spies and Guides (Phillips' Mtd. espions et guides)[2]
- L'escorte de Martin, CSA
- Compagnie (capitaine) de McDaniel, Services secrets
- Cavalerie confédérée de Mead (Mead's Regiment of Partisan Rangers)[1]
- Divers registres indiens[3]
- Bureau du Nitre et des Mines, Département de la Guerre, CSA,[3]
- Détachement de recrues du Lt W.B. Ochiltree (Détachement de réguliers)[2]
- Garde du Président, CSA[3]
- Artillerie du corps de réserve, armée de Virginie du Nord)
- Sapeurs et mineurs[3]
- Corps des transmissions, CSA[3]
- Régiment de Stirman, Tireurs d'élite[3]
- Compagnie du Lt Young (5th) Company, Rétributeurs[3]

- Officiers surnuméraires de Morgan, CSA[3]

### Éclaireurs
- Éclaireurs de Blake, CSA
- Corps, Scouts et Gardes de Bradford (Bataillon de Bradford)[2]
- Éclaireurs de Forrest, CSA[2]
- Éclaireurs de Fort, CSA
- Compagnie de Lillard, Éclaireurs et Rangers indépendants (Nelson Rangers and Scouts)[1]
- Éclaireurs de Wheeler, CSA (Hawkins' Scouts, CSA; Carter's Scouts, CSA; 1st Tennessee Mounted Scouts)[1]

## Voir également
- Liste des unités de la guerre de Sécession par état